# Ciclobutanol
Ciclobutanolul (sau alcoolul ciclobutilic) este un compus organic cu formula chimică C4H8O. Este un alcool ciclic, derivat de la ciclobutan.

## Obținere
Ciclobutanolul se poate obține în urma unei reacții de reducere a ciclobutanonei.